# 31597 Allisonmarie
31597 Allisonmarie è un asteroide della fascia principale. Scoperto nel 1999, presenta un'orbita caratterizzata da un semiasse maggiore pari a 2,4331833 UA e da un'eccentricità di 0,0820711, inclinata di 5,99281° rispetto all'eclittica.